# La Bâtie-des-Fonds
La Bâtie-des-Fonds is een gemeente in het Franse departement Drôme (regio Auvergne-Rhône-Alpes). De plaats maakt deel uit van het arrondissement Die. La Bâtie-des-Fonds telde op 1 januari 2022 4 inwoners.

## Geografie
De oppervlakte van La Bâtie-des-Fonds bedraagt 12,12 vierkante kilometer; de bevolkingsdichtheid is dus 0,17 inwoner per km² (per 1 januari 2019).
De onderstaande kaart toont de ligging van La Bâtie-des-Fonds met de belangrijkste infrastructuur en aangrenzende gemeenten.

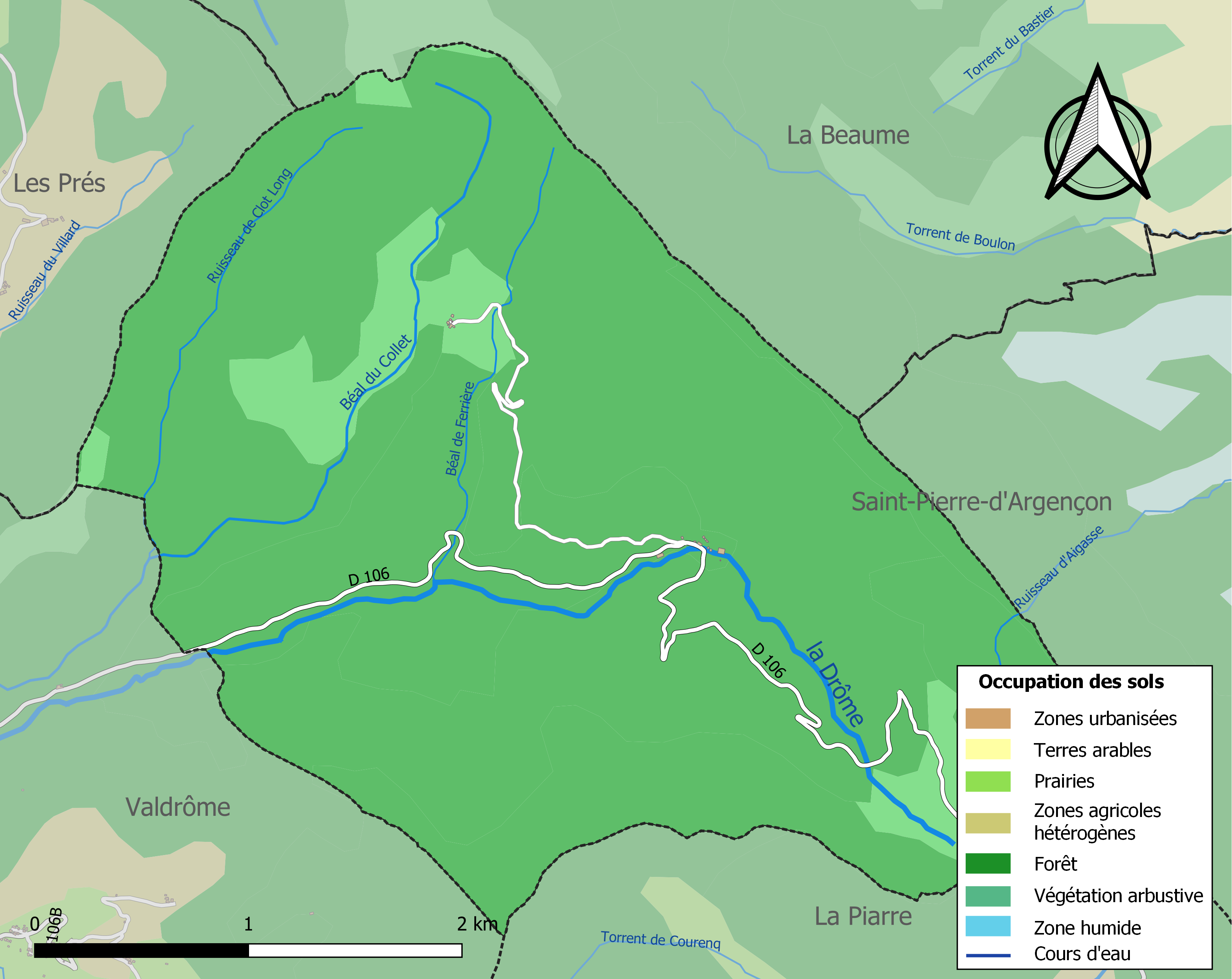

## Demografie
Onderstaande figuur toont het verloop van het inwonertal (bron: INSEE-tellingen).